# Steven

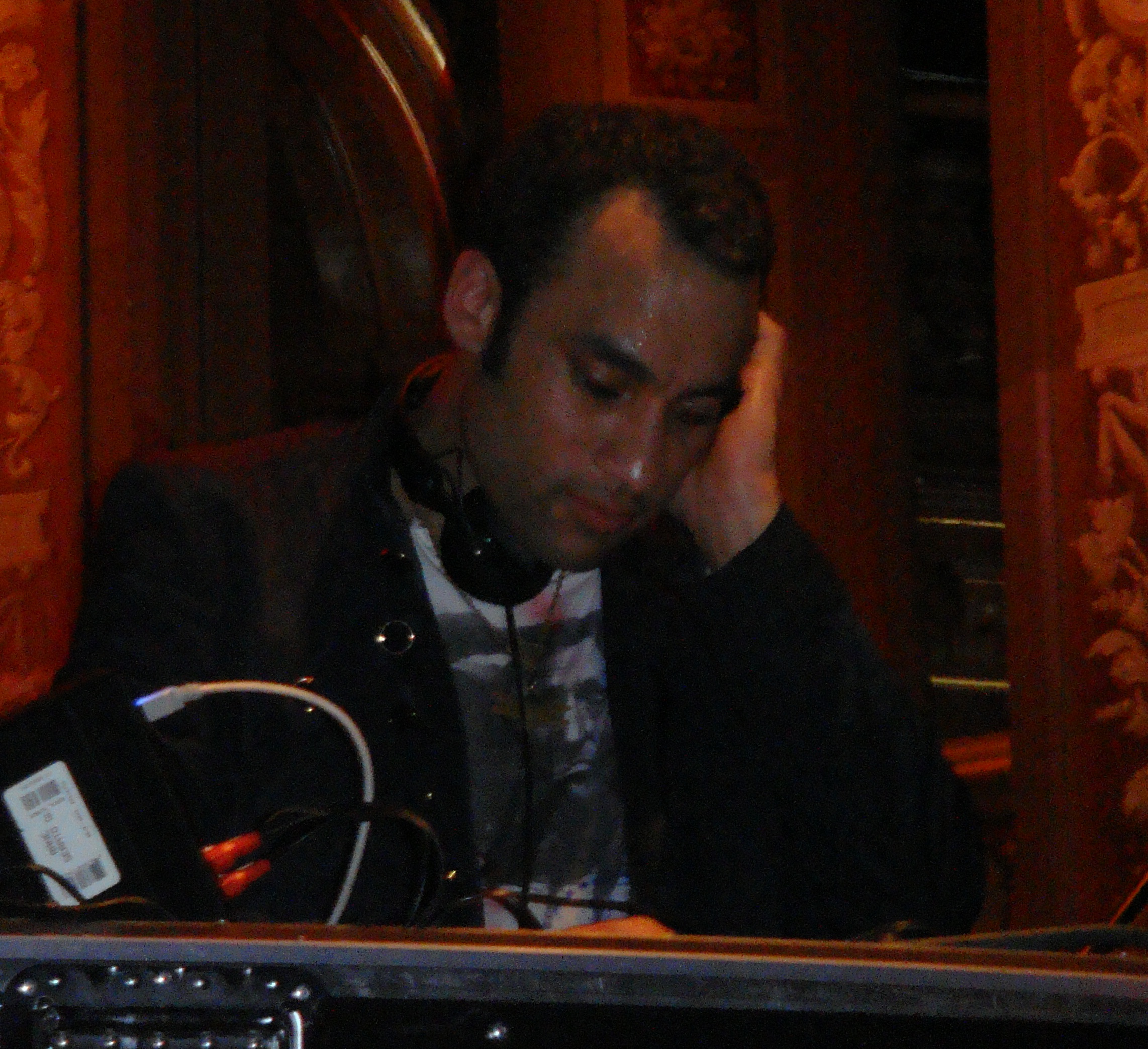
Stephen Simmonds, 2010.

Steven, (även Stephen eller kortform Steve) är ett engelskt mansnamn.

## Personer med förnamnet Steven/Stephen/Steve
- Stephen Allen (1767–1852), amerikansk politiker
- Stephen J. Cannell (1941–2010), amerikansk manusförfattare och skådespelare
- Steve Carell, amerikansk skådespelare
- Stephen Colbert, amerikansk komiker
- Stephen Covey (1932–2012), amerikansk författare
- Steve Cram, brittisk friidrottare
- Stephen R. Donaldson, amerikansk författare
- Steve Earle, amerikansk sångare
- Stephen Foster (1826–1864), amerikansk kompositör
- Stephen Fry, brittisk författare
- Steven Gerrard, engelsk fotbollsspelare
- Stephen Harper, kanadensisk politiker
- Steve Harris, brittisk musiker i Iron Maiden
- Stephen E. Harris amerikansk fysiker
- Stephen Hawking (1942–2018), brittisk kosmologiforskare
- Stephen Hendry, skotsk snookerspelare
- Stephen Huss, australisk tennisspelare
- Stephen King, amerikansk författare
- Steve Jobs (1955–2011), amerikansk entreprenör och affärsman
- Stephen Lynch, amerikansk musiker
- Stephen Marley, jamaicansk reggaemusiker
- Steve McQueen, amerikansk skådespelare
- Stephen Merchant, brittisk komiker
- Steve Priest (1948–2020), brittisk musiker i Sweet
- Steve Rindetoft, svensk friidrottare
- Steven Seagal, amerikansk skådespelare
- Stephen Simmonds, svensk soulmusiker
- Stephen Sondheim, amerikansk kompositör
- Steven Spielberg, amerikansk regissör
- Stephen Stills, amerikansk gitarrist
- Stephen Thompson, amerikansk MMA-utövare
- Steven Tyler, amerikansk sångare Aerosmith
- Steve Vigil (1952–1997), amerikansk artist
- Stephen Wiltshire, brittisk konstnär
- Steve Wynn, amerikansk kasinoägare

### Fiktiva personer med förnamnet Steven/Stephen/Steve
- Steve Carella, polis i Ed McBains kriminalromaner från det fiktiva 87:e vaktdistrikten i staden Isola. Romanserien inleddes 1956.[1]